# Barfleur
Barfleur är en kommun och stad i departementet Manche i regionen Normandie i norra Frankrike. Kommunen ligger i kantonen Quettehou som tillhör arrondissementet Cherbourg. År 2022 hade Barfleur 545 invånare.
Barfleur är känd som hamn och badort, tidvatten och starka strömförhållanden har gjort att här finns Frankrikes högsta fyr, 72 meter hög.

## Befolkningsutveckling
Antalet invånare i kommunen Barfleur
| Referens: INSEE |